# Akzessorisches Pigment
Als Akzessorische Pigmente oder Hilfspigmente der Photosynthese bezeichnet man die Carotinoide und Phycobiline aber auch das Chlorophyll b, welche in den Thylakoiden der Chloroplasten eukaryotischer Pflanzen sowie der Blaualgen (Cyanobacteria) eingelagert sind. 
Sie unterstützen die Photosynthese durch die Absorption von Licht mit Wellenlängen, welche vom Chlorophyll selbst nicht absorbiert werden. Die Energie wird dann auf das Chlorophyll übertragen und ist dadurch photosynthetisch nutzbar. In vivo lassen sich diese von den akzessorischen Pigmenten absorbierten Wellenlängen auch zur Anregung der typischen Fluoreszenz des Chlorophylls verwenden, was den Energietransfer zwischen diesen Pigmenten und dem Chlorophyll belegt.